# HD48166
HD48166 — хімічно пекулярна зоря спектрального класу A3, що має видиму зоряну величину в смузі V приблизно  7,6.
Вона  розташована на відстані близько 340,5 світлових років від Сонця.